# Камни Часовые
Камни Часовые — три маленьких скалистых островка в Беринговом море, при входе в бухту Глубокая. Административно относятся к Олюторскому району Камчатского края.
Нанесены на карту Ф. К. Геком в 1885 году как Два Часовых, так как скалы стоят перед входом в бухту подобно часовым. Впоследствии выяснилось, что скал не две, а три, чем и объясняется перемена названия.